# Gabès (província)
A província de Gabès (em árabe: ولاية قابس; em francês: gouvernorat de Gabès) é uma província do sul da Tunísia.
- capital: Gabès
- área: 7 175 km²
- população: 342 630 habitantes (2004);[2] 370 800 (estimativa de 2013)[3]
- densidade: 47,8 hab./km²

| Delegação        | População em 2004 |
| ---------------- | ----------------- |
| Gabès Medina     | 47 057            |
| Gabès Oeste      | 28 289            |
| Gabès Sul        | 61 699            |
| Ghannouch        | 22 681            |
| El Hamma         | 62 390            |
| Matmata          | 5 766             |
| Mareth           | 61 340            |
| Menzel El Habib  | 11 477            |
| Métouia          | 25 862            |
| Nouvelle Matmata | 15 969            |